# Paul Zinsli
Paul Zinsli (* 30. April 1906 in Chur; † 11. September 2001 in Bern) war ein Schweizer Volkskundler und Sprachwissenschaftler.

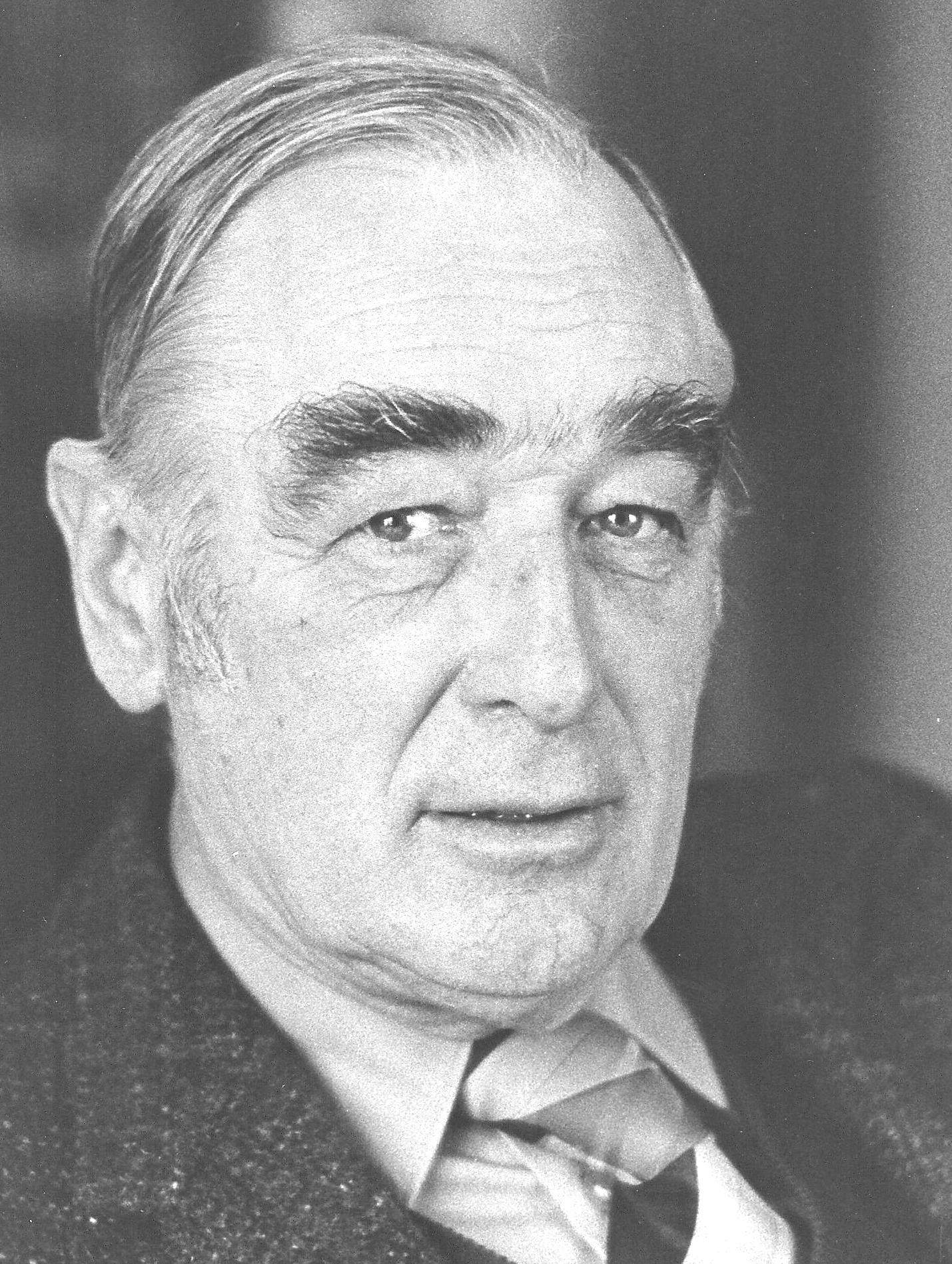
Paul Zinsli

## Leben
Paul Zinsli studierte nach der Matura in Chur (wo der Dialektologe Manfred Szadrowsky einer seiner Lehrer war) von 1926 bis 1934 Germanistik, Kunstgeschichte und Germanische Altertumskunde an der Universität Zürich, insbesondere bei Albert Bachmann (bzw. nach dessen Tod bei Wilhelm Wiget), Emil Ermatinger, Konrad Escher, Hans Lehmann und Heinrich Wölfflin. Er promovierte 1934 mit der Dissertation Grund und Grat. Der Formenaufbau der Bergwelt in den Sprachbegriffen der schweizerdeutschen Alpenmundarten bei Otto Gröger.

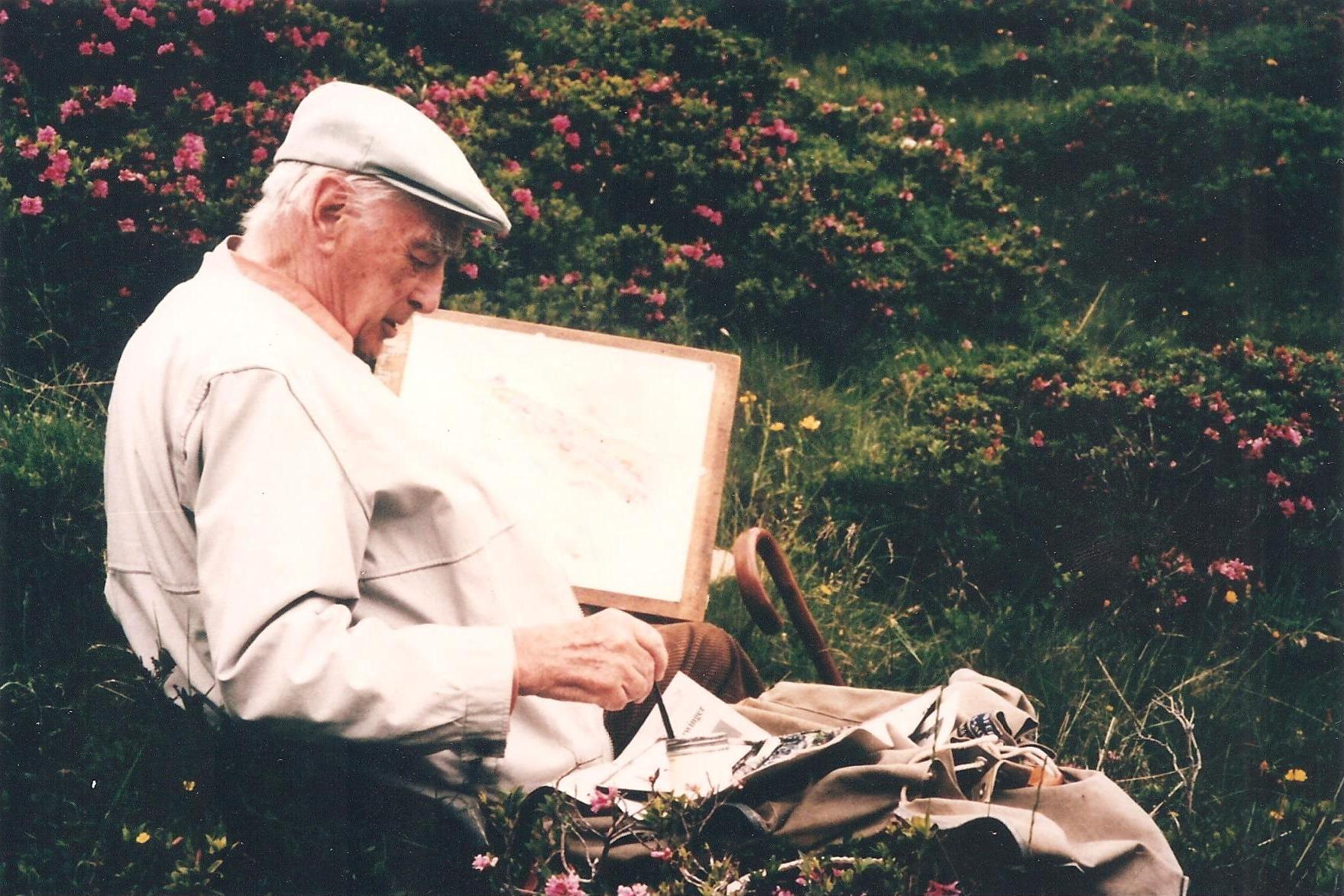
Paul Zinsli in seiner zweiten Form von Ausdruck: der Malerei

Von 1936 bis 1946 war er Lehrer am Städtischen Gymnasium in Biel. 1938 heiratete er Elisabeth Färber; ihnen wurden ein Sohn und eine Tochter geboren. Ab 1943 wirkte er in der Kantonalen Nomenklaturkommission in Bern mit. 1944 wurde er Nachfolger von Heinrich Baumgartner als Lektor an der Lehramtsschule der Universität Bern. 1946 wurde er dort zum ausserordentlichen Professor, 1951 – ebenfalls als Nachfolger Baumgartners bzw. Walter Henzens, der nach nur einem Jahr den Lehrstuhl wechselte – zum Ordinarius für Sprache, Literatur und Volkskunde der deutschen Schweiz berufen. Die Emeritierung erfolgte 1971.
Hauptschwerpunkte seiner Forschungstätigkeit war die Namenforschung – speziell die lexikografische Erfassung der Orts- und Flurnamen im Kanton Bern und im Oberwallis – und die Erforschung der Walser. Zinsli begründete das Ortsnamenbuch des Kantons Bern (erarbeitet und herausgegeben von der Forschungsstelle für Namenkunde an der Universität Bern) und arbeitete am Sprachatlas der deutschen Schweiz mit. Überdies gab er, zusammen mit Thomas Hengartner, die Werke und Briefe des Schweizer Reformators Niklaus Manuel neu heraus.
Zinsli war Mitglied im Rat des Instituts für deutsche Sprache in Mannheim, des International Comitee of Onomastic Sciences (ICOS) und im Vorstand des Vereins für das Schweizerdeutsche Wörterbuch. Bei der Schweizerischen Gesellschaft für Volkskunde und beim Berner Sprachverein war er Ehrenmitglied.

## Auszeichnungen und Ehrungen
- 1971: Literaturpreis der Stadt Bern
- 1971: Mozart-Preis der J. W. Goethe-Stiftung Innsbruck
- 1978: Kulturpreis des Kantons Graubünden
- 1987: Ehrendoktorwürde der ETH Zürich

Festgaben:
- [Deutschschweizerischer Sprachverein:] Professor Paul Zinsli zum 60. Geburtstag. = Sprachspiegel 2/22, 1966, S. 33–72 (Digitalisat).
- Maria Bindschedler, Rudolf Hotzenköcherle, Werner Kohlschmidt (Hrsg.): Festschrift für Paul Zinsli. Francke, Bern 1971.

## Veröffentlichungen (Auswahl)
- Grund und Grat. Der Formaufbau der Bergwelt in den Sprachbegriffen der schweizerdeutschen Alpenmundarten. Francke, Bern [1945].
- Walser Volkstum in der Schweiz, in Vorarlberg, Liechtenstein und Piemont. Erbe, Dasein, Wesen. Huber, Frauenfeld 1968; 7., erg. Aufl. Bündner Monatsblatt, Chur 2002, ISBN 3-905342-05-7.
- Ortsnamen. Strukturen und Schichten in den Siedlungs- und Flurnamen der deutschen Schweiz (= Schriften des Deutschschweizerischen Sprachvereins. Heft Nr. 7). Huber & Co. AG, Frauenfeld 1971. 2., durchgesehene und ergänzte Aufl. Frauenfeld 1975 (Digitalisat der nicht mehr zustande gekommenen 3., korrigierten Auflage).
- Ortsnamenbuch des Kantons Bern (alter Kantonsteil) (= BENB; als Mitherausgeber der ersten drei Teile). Francke, Bern 1976/1987/2008.
- Südwalser Namengut. Die deutschen Orts- und Flurnamen der ennetbirgischen Walsersiedlungen in Bosco-Gurin und im Piemont. Stämpfli, Bern 1984, ISBN 3-7272-9895-2.
- Der Malerpoet Hans Ardüser. Eine volkstümliche Doppelbegabung um die Wende des 16. Jahrhunderts. Terra Grischuna, Chur 1986.
- Niklaus Manuels Satire von der «Krankheit der Messe». In: Berner Zeitschrift für Geschichte und Heimatkunde, Bd. 54, 1992, Heft 1, S. 3–58. (Digitalisat).
- Sprachspuren. Calven, Chur 1998, ISBN 3-905261-17-0.
- Der Berner Totentanz des Nikolaus Manuel (1484–1530) (= Berner Heimatbücher. Band 44/55). Bern o. J.
- Niklaus Manuel: Werke und Briefe. Vollständige Neuedition (hrsg. mit Thomas Hengartner). Stämpfli, Bern 1999, ISBN 3-7272-9910-X.